# Toporec
Toporec je obec na Slovensku v okrese Kežmarok. Leží na jižním úpatí Spišské Magury. Středem obce protéká potok Topor, od kterého je odvozeno pojmenování obce.
Žijí zde asi dva tisíce obyvatel, zhruba polovina je romského původu. Část domů pochází z dob, kdy zde žilo německé obyvatelsko. Dominantou jsou čtyři zámečky; v jednom se nachází mateřská škola, druhý je obydlený, třetí a čtvrtý chátrají.
Dále se v obci nachází katolický a evangelický kostel. Katolickým farářem zde v letech 1999 až 2003 byl Jozef Červeň.
V Toporci se narodil maďarský generál Artúr Görgey (1918-1916)

## Historie
První písemná zmínka o této obci pochází z roku 1297. V roce 1921 zde stálo 177 domů a žilo zde 767 obyvatel, z toho 277 Čechoslováků, 381 Němců a 10 Maďarů.